# Горені Новаки
Горені Новаки (словен. Gorenji Novaki) — розсіяне поселення в общині Церкно, Регіон Горишка, Словенія. Висота над рівнем моря: 753,6 м.